# 더 머펫츠

머펫은 짐 헨슨이 결성한 미국의 인형극단입니다. 머펫이라는 이름은 퍼펫(puppet)과 마리오네트(marionette)의 합성어라고 합니다.